# فلورنسا كينغ
فلورنسا كينغ (بالإنجليزية: Florence King)‏ (5 يناير 1936، واشنطن العاصمة في الولايات المتحدة - 6 يناير 2016، فريدريكسبيورغ في الولايات المتحدة)؛ صحفية وروائية أمريكية.